# Willi Schulz
Willi Schulz (* 4. října 1938, Wattenscheid) je bývalý německý fotbalista.
Hrál obránce za FC Schalke 04 a Hamburger SV. Se západoněmeckou reprezentací získal stříbro na MS 1966 a bronz na MS 1970 a byl i na MS 1962.

## Hráčská kariéra
Willi Schulz hrál obránce za FC Schalke 04 a Hamburger SV. S Hamburkem se dostal do finále PVP v roce 1968.
Se západoněmeckou reprezentací získal stříbro na MS 1966 a bronz na MS 1970 a byl i na MS 1962. Celkem hrál 66 zápasů.

## Úspěchy
Západní Německo
- 2. místo na mistrovství světa: 1966
- 3. místo na mistrovství světa: 1970.